# Carabus septemcarinatus
Carabus septemcarinatus es una especie de insecto adéfago del género Carabus, familia Carabidae. Fue descrita científicamente por Motschulsky en 1840.
Habita en Armenia, Azerbaiyán, Georgia, Rusia y Turquía.